# Lavoir de Marbehan
L'ancien lavoir de Marbehan est un édifice public classé du village de Marbehan faisant partie de la commune belge de Habay dans la province de Luxembourg, en Wallonie.

## Localisation
Le bâtiment se situe au nord de la localité gaumaise de Marbehan, à environ 40 m au sud de la rive gauche de la Mellier, un affluent de la Rulles et au carrefour des rues de la Fontaine et de la Scierie.

## Architecture
L'ancien lavoir, d'une dimension approximative de 10 m sur 6 m, a été construit en 1896 en moellons de schiste recouverts d'un enduit blanc en 2012 lors d'une restauration. Le bâtiment est construit sous une toiture d'ardoises à quatre pans sous une corniche calcaire en doucine (moulurée). Ce lavoir a la particularité de posséder quatre murs fermés. La façade avant compte une porte d'entrée placée à droite et trois hautes baies vitrées. Les encadrements sont en pierre calcaire et les linteaux sont échancrés, c'est-à-dire que leur partie supérieure est horizontale alors que la partie inférieure est bombée. Deux baies similaires se trouvent sur la façade arrière. Les pignons sont aveugles.

## Activités
Après l'enlèvement des anciens bacs de lavage, le lavoir a été réhabilité en maison des jeunes. Depuis 2013, il sert de salle de village. Une annexe contemporaine semi-circulaire est depuis venue se greffer sur la façade arrière,.

## Classement
Le lavoir est repris sur la liste du patrimoine immobilier classé de Habay depuis le 6 janvier 1983.